# OTHELLO (テレビドラマ)
『OTHELLO』（オセロ）は、2022年7月25日から10月10日まで朝日放送テレビの制作で、「ドラマ+」枠にて放送されたテレビドラマ。主演は本作が連続ドラマ初主演となる生駒里奈。
『リング』シリーズで知られる作家・鈴木光司の原作・脚本によるオリジナルホラードラマ。

## あらすじ
通天閣近くの薄汚れた雑居ビルに稽古場を置く、約10年強の歴史を持つ小劇団『ENGINE』(演人＝エンジン)。看板女優の山口麻依をはじめとする劇団員たちは舞台『DICE』（ダイス）再演に向け、稽古にいそしんでいた。
『DICE』は10年前に初演を行い、「悪魔的カルト教団に誘拐された少女が、マインドコントロールに打ち勝ち、新たな救世主になる」という内容の、劇団が東京進出を果たした劇団にとって想い出深い作品。それゆえ座長・重森は劇団員たちの芝居の出来に納得がいかず、追加キャストオーディションを行うなど不満を募らせる。ある日、麻衣と遠山は劇団事務所の資料庫でVHSビデオテープを発見する。そこには10年前、2012年初演時の稽古風景が収められていた。劇団の資料を探しても当時の主演女優のことが残っていなかったこともあり、ひとみ、有坂、エリカを交え勉強のためにと夜の稽古場で映像をチェックすることにした。重森の若かりし姿を懐かしみつつも、主演女優の顔が映る瞬間映像は砂嵐に。そしてテープが止まらなくなるなど、不可解な現象が起き始めるのだった。

## キャスト

### 主要人物
山口麻依（やまぐち まい）〈24〉
演 - 生駒里奈（中学時代：太田凛音）
劇団ENGINEの看板女優。舞台『DICE』で初主演を務める。
母・恵子には就職したと嘘をつき演劇活動を続けていた。劇中では数少ない東京弁の人物。
『DICE』が沙紀に呪われていると考え、「沙紀を舞台から降ろします」と古参団員の妙子に告げる。
姉・真理子が託した自分を励ますメッセージと白い鏡を受け取り、『DICE』の東京公演を無事成功させ、10年後には有名舞台女優に成長する。
山口真理子（やまぐち まりこ）
演 - 生駒里奈（二役）
麻依の姉。故人。10年前、『DICE』の初演後にガンで急死している。
親友の沙紀が突発性難聴に苦しみ、『DICE』の主演で追い詰められていることを知り、「沙紀を舞台から降ろします」と演出の重森に告げていた。
自身の黒い鏡と沙紀の持つ白い鏡を互いにメッセージを添えて交換し、エールを送りあっていた。
麻依が将来、女優になった時に励ますメッセージを添えて白い鏡を母・恵子に託しており、麻依の前に霊として度々現れるが、それは呪いではなく、麻依を応援するためであった。

### 劇団 ENGINE
通天閣近くの薄汚れた雑居ビルの2階に稽古場を置く大阪の小劇団。旧名：劇団 演人。
重森孝久（しげもり たかひさ）〈52〉
演 - 橋本じゅん
劇団の主宰者。演出家。
劇団の代表作『DICE』に人一倍愛着を持つが、初演時の出来事に一切触れようとしない。
『DICE』東京公演が沙紀に呪われていると考えられることから、上演10時間前に中止を決断するが、麻依たちから上演を懇願され、自分たちの思うように上演しろと告げ、柳沼沙紀の霊が東京公演の劇場「The Pit」に現れると、かつての演出時の心無い言葉を謝罪する。
沙紀が主演女優と、ウェディングドレスの2つの白い衣装に想いを募らせているはずとの遠藤の推理に、本来黒であった『DICE』の衣装を急遽白い衣装に差し替えて上演し、沙紀が舞台にいることを想像させる演出を施す。
遠山雄一（とおやま ゆういち）〈22〉
演 - 須賀健太
演出助手。演出家を夢見て演劇活動に夢中の現役大学生。
自身と同じく、親に内緒で演劇活動を続ける麻依に共感し、秘かに想いを寄せる。『DICE』初演のテープを見つけた一人。
稽古場の神棚にある黒い石を白水晶に入れ替えたことで怪奇現象が止まったのは、『DICE』の幻の主演女優・柳沼沙紀が憧れていた主演の白い衣装、結婚式での純白のウェディングドレスを着たかったことを暗示していたのではないかと重森に告げる。
竹村ひとみ（たけむら ひとみ）〈24〉
演 - 村瀬紗英
若手女優。麻依の親友。昼は稽古、夜は実家のお好み焼き屋で働く生活。
自らの才能に悩み退団を考えており、『DICE』の東京公演終了後に退団する。
10年後には有坂と結婚して一人息子を儲けており、実家のお好み焼き屋を受け継いでいる。
有坂徹（ありさか とおる）〈21〉
演 - 窪塚愛流
俳優。個性的な稽古着に身を包むムードメーカー。
普段はラップやおバカな発言で周囲を呆れさせるが、いざというときは頼りになる存在。
10年後にはひとみと結婚して一人息子を儲けており、ひとみの実家のお好み焼き屋で働いている。
浅田エリカ（あさだ エリカ）〈22〉
演 - 織田梨沙（幼少期：浅田芭路）
新人女優。追加オーディションで抜群のダンスを披露し、入団が決まる。
麻依のことを目の敵にしており、主役の座から引きずり落とそうと企む。
柳沼沙紀の妹で、『DICE』の主演女優の座を奪われ、突発性難聴に苦しみ交通事故死した姉の呪いで麻依の姉・真理子は亡くなったと麻依に告げる。
真理子と姉の沙紀が、沙紀が主演降板後も親友であったことを知ると、幼い頃、沙紀から相手を思いやる気持ちを持つよう諭されていたことを思い出し、これまでの麻依への嫌がらせじみた行為を反省し、突発難聴となった麻依に「麻依さんは一人じゃない」と寄り添うようになる。
羽鳥妙子（はとり たえこ）〈45〉
演 - 小曽根叶乃
劇団の幹部女優。衣装担当。古参団員で、『DICE』の初演に参加している。
東京の祖母の住んでいた家を、劇団が東京公演をする際のシェアハウスとして提供している。
真理子と沙紀が生前、親友であった証拠のビデオを麻依に見せ、真理子が沙紀を心配して主演交代を名乗り出ていたことを教える。
北島（きたじま）
演 - 西村優
演出助手。古参団員で、『DICE』の初演に参加している。
経営難の劇団を存続させる話題作りのため、偽装した怪奇現象で松原タニシを脅かしたり、麻依に嫌がらせじみたことをしていた。
柳沼沙紀（やぎぬま さき）
演 - 木内舞留
『DICE』初演時の主演とされるが、プロフィールが見つからない謎の女優。浅田エリカの姉。
初の東京公演を成功させようと重森から厳しい稽古をつけられた結果、プレッシャーで突発性難聴を患い、上手く芝居ができなくなり、それを見かねて代役を申し出た麻依の姉・真理子が主演となり、重森から「お前は幽霊をやっとけ」と言われたことで、かつて「幽霊」とあだ名をつけられ壮絶ないじめにあた記憶を思い出し、舞台女優の夢を断念する。
幼馴染で婚約者の真田との結婚を控えていたが、街中で突発性難聴の耳鳴りに苦しんでいたところ、車に轢かれ交通事故死している。
自身の白い鏡と真理子の持つ黒い鏡を互いにメッセージを添えて交換し、エールを送りあっていた。
幼い頃のエリカに「心の鏡ゲーム」と称して、相手の気持ちになって相手が嫌がるようなことをしないように諭していた。
ENGINEの劇団員
演 - 樋口勇作、山本叶多、緒方あみ、大塚悠斗、米倉愛結、浅水香穂、丹羽洸大、馬場真佑、山下香織、藤井智資、高崎実海、川上海人、岡林芽久

### 麻依の親族
山口恵子（やまぐち けいこ）
演 - 伊藤かずえ（第4話・第7話・最終話）
麻依の母親。
麻依の姉・真理子の劇団活動を応援していたが、舞台に挑み病死したため、演劇には強い拒否反応を示す。
麻依を東京公演から連れ帰ろうとするが、演出助手の遠山に説得され、麻依が舞台の出演を強く希望したことから出演を許可する。
将来麻依が女優になった時に真理子が渡そうとしていた白い鏡を託されており、『DICE』の東京公演初日に麻依に渡している。
山口孝明（やまぐち たかあき）
演 - 芦川誠（第4話・最終話）
麻依の父親。
麻依の姉・真理子が病死したのは舞台を優先させ、ガン治療を受けさせなかった自分のせいと責める恵子に、そんなことはないと慰める。
麻依を応援するため『DICE』の東京公演を恵子とともに鑑賞に訪れ、劇団に差し入れを渡す。

### ゲスト

#### 第2話
竹村ひとみの父
演 - けーすけ
お好み焼き屋の店長。

#### 第3話
斉藤
演 - 森脇健児
毎朝放送のプロデューサー。
怪奇現象が劇団の売名行為になると考えた重森から「幽霊騒動」をテレビで特集して欲しいと頼まれる。
神主
演 - 熊野仁（第4話）
麻依たち劇団ENGINEの劇団員たちがお払いに行った京都の神社の神主。
お払い中に何かに憑依され踊りだした麻依に、ここ何年かで亡くなった親族がいるようならば、供養するようにと告げる。
巫女
演 - 宮永薫
麻依たち劇団ENGINEの劇団員たちがお払いに行った京都の神社の巫女。

#### 第4話
松原タニシ（まつばら タニシ）
演 - 松原タニシ（第5話・第9話）
投稿動画の再生回数が100万回を超えるオカルト界のインフルエンサー。事故物件住みます芸人。
稽古場の女子更衣室に宿泊して悪霊を撮影すると意気込むが、怪奇現象に遭遇し顔を真っ黒にして卒倒する。
辛うじて撮影した長い黒髪の女性の映像をSNSにアップすると話題となり、ENGINE東京公演のチケットは即完売する。
太田無軌道（おおた むきどう）
演 - 鈴木光司
和泉葛城山の山奥からやってきたと自称する、正体不明の霊能者。
劇団ENGINEの看板の黒いシミを取り除くと宣言するが、取り除くことができず退散する。
毎朝テレビのテレビクルー
斉藤プロデューサーの指示で、怪奇現象の起こる劇団ENGINEの稽古場のお払いの撮影に現れる。

#### 第5話
医者
演 - お宮の松
幻聴に悩まされる麻依を診察するが、異常はなく精神的なストレスかもしれないと告げる。
鐘尾磨久須（かねお まっくす）
演 - 市川九團次（第6話・最終話）
怪奇現象を止めるため重森に招聘された修行僧。重森からマックス先輩と呼ばれ、彼を重やんと呼ぶ。
稽古場の神棚に祭られていた黒い石が怪奇現象の原因と突き止め除霊し、白水晶に変えるよう売りつけ、これまで落とすことができなかった怪奇現象で出来た劇団の看板の黒いシミが拭き取れるようになったことから、東京公演向けにさらに護符を売りつけていく。
看護師
演 - 松原怜香（第6話）
稽古中に倒れた麻依が入院した病院の看護師。麻依は突発性難聴と医師から告げられていると重森たちに伝える。

#### 第6話
真田翔一郎
演 - 伊藤祐輝（第7話 - 第9話）
新聞記者。東京公演の劇場「The Pit」に到着した劇団ENGINEを取材する。
劇団ENGINEの女優であった柳沼沙紀は幼馴染で婚約者であり、自身も同劇団で演出家を目指していた。
突発性難聴で『DICE』の主演を降板し、劇団を退団した沙紀との結婚を控えていたが、沙紀が交通事故で亡くなり、重森が柳沼沙紀の呪いと作り話をでっちあげ話題作りをして東京公演のチケットを売り捌いたことに憤慨し抗議する。
東京公演の劇場「The Pit」は昔、結婚式場で、沙紀とその式場で結婚式を挙げる予定だった。
「The Pit」の舞台スタッフ
演 - 齋藤英文、森田亘
舞台照明の位置を調整する「The Pit」のスタッフ。
作業ミスで舞台照明を天井から落下させ、有坂を負傷させるが、当初黙っていたため、呪いのせいだと劇団員たちを動揺させた。

#### 第7話
劇団演人の劇団員
演 - Hina（from FAKY）（第8話・最終話）、Taki（from FAKY）（第8話・最終話）
『DICE』初演時の劇団員。重森が柳沼沙紀の芝居にばかり熱を入れ指導するので、一緒に稽古をする意味があるのかとボヤく。

## スタッフ
- 原作・脚本 - 鈴木光司[1]
- 企画・プロデュース - 清水一幸[1]
- 脚本 - 久保幸湖、谷井美佳、中村真夕[1]
- 音楽・音響効果 - 中西ゆういちろう
- 主題歌 - Hina & Taki（from FAKY）「Black Ghost」（rhythm zone）[3]
- 特殊造形 - 土肥良成
- 編集 - 白杵毅
- 助監督 - 岡元太
- 監督 - 井口昇、岡元太[1]
- 演出 - 山内大輔
- プロデューサー - 山崎宏太（ABCテレビ）、南雄大（ABCテレビ）、齋藤浩司（ヒューマックスシネマ）、若山佑介（ヒューマックスシネマ）、山口誠（47style）[1]
- 制作協力 - ヒューマックスシネマ、47style
- 制作著作 - ABCテレビ

## 放送日程
※ 放送日は制作局・朝日放送テレビ基準。
| 話数   | 放送日   | サブタイトル                  | 監督   |
| ------ | -------- | ----------------------------- | ------ |
| 第1話  | 07月25日 | 呪いのVHSと劇団に現れた謎の女 | 井口昇 |
| 第2話  | 08月01日 | 悲鳴がこだまする稽古場        | 井口昇 |
| 第3話  | 08月22日 | 私を殺したのは誰…?            | 井口昇 |
| 第4話  | 08月29日 | 起死回生!?オカルト界の有名人  | 井口昇 |
| 第5話  | 09月05日 | 私にしか聞こえない声          | 井口昇 |
| 第6話  | 09月12日 | 止まない混乱と劇場の祟り      | 井口昇 |
| 第7話  | 09月26日 | 幽霊と化した主演女優          | 井口昇 |
| 第8話  | 10月03日 | 2人の姉の隠された絆           | 岡元太 |
| 第9話  | 10月10日 | 鏡が知る真実                  | 井口昇 |
| 最終話 | 10月10日 | 黒から白に。光に満ちた舞台へ  | 井口昇 |

- 初回・第2話は『甲子園への道』の放送（前日 23時55分 - 0時20分）に伴い25分繰り下げられ、0時50分 - 1時20分に放送された[33][34]。
- 8月8日は『第46回全英女子オープンゴルフ最終日』の中継[35]のため、放送休止。
- 8月15日は『僕たちは戦争を知らない 〜1945年を生きた子どもたち〜』の放送のため、放送休止。
- 9月19日は『世界新体操ブルガリア・ソフィア2022 団体種目別決勝』の中継[36]のため、放送休止。
- 第8話は『ミヤコが京都にやって来た! 〜ふたりの夏〜』第3夜の放送（0時25分 - 0時55分）の関係で30分繰り下げられ、0時55分 - 1時25分に放送された[37]。
- 第9話・最終話は0時25分 - 1時25分の30分拡大最終回SPとして、2話連続で放送された[38]。

## 用語
- DICE（ダイス） - 劇団「ENGINE」が初めて東京進出を果たした代表作。悪魔的なカルト教団に誘拐された少女が、女教祖のマインドコントロールに打ち勝ち、最強の救世主となる光と影のエピック。